# Contra-compositie XIII
Contra-compositie XIII (Duits: Kontra-Komposition XIII, Engels: Counter-composition XIII, Frans: Contre-composition XIII, Italiaans: Contro-composizione XIII) is een schilderij van de Nederlandse schilder Theo van Doesburg in de Peggy Guggenheim Collection in Venetië.

## Het werk

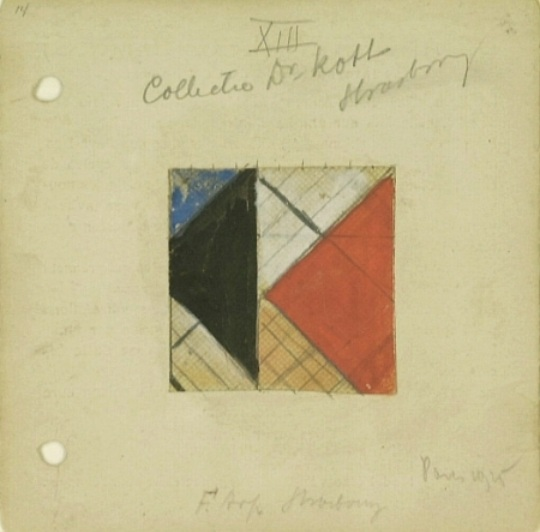
Studie voor Contra-compositie XIII. 1925. Potlood en gouache op papier op karton. 11,5 × 12 cm. Otterlo, Kröller-Müller Museum.

Contra-compositie XIII is het achtste schilderij in de serie contra-composities, waarmee Van Doesburg in 1924 begon. Het heette aanvankelijk dan ook Contra-compositie VIII. De huidige titel is gebaseerd op het boekje Unique studies for Compositions, waarin Van Doesburg alle voorstudies van zijn contra-composities opnam, en waar het voorkomt als dertiende.
Van Doesburg begon met het werk voor 27 augustus 1925, zoals blijkt uit een brief aan César Domela Nieuwenhuis, waarin hij schrijft, dat hij op dat moment twee werken (Contra-compositie VI en Contra-compositie XIII) onderhanden had. Hij voltooide het pas in 1926. Het werk is linksonder met olieverf gesigneerd 'THÉO V.D. 1926'.

## Herkomst
In 1927 gaf Van Doesburg Contra-compositie XIII vermoedelijk aan François Arp, de broer van Hans Arp. Later dat jaar kwam het vermoedelijk in bezit van een zekere Dr. Roth in Straatsburg. Weer later kwam het in bezit van Van Doesburgs weduwe, Nelly van Doesburg, die het in 1940 verkocht aan Peggy Guggenheim in Venetië.